# Yarra Valley Classic
Yarra Valley Classic – żeński turniej tenisowy kategorii WTA 500 zaliczany do cyklu WTA Tour, rozgrywany na kortach twardych w Melbourne w sezonie 2021.
Zmagania odbywały się na kortach Melbourne Park, na których corocznie organizowany jest Australian Open, w tygodniu poprzedzającym ten turniej wielkoszlemowy. W 2021 roku, w związku z pandemią COVID-19, zawody stanowiły jeden z trzech kobiecych turniejów przygotowujących do Australian Open 2021.

## Mecze finałowe

### Gra pojedyncza kobiet
| Rok  | Zwyciężczyni   | Finalistka       | Wynik       |
| 2021 | Ashleigh Barty | Garbiñe Muguruza | 7:6(3), 6:4 |

### Gra podwójna kobiet
| Rok  | Zwyciężczynie              | Finalistki                     | Wynik    |
| 2021 | Shūko Aoyama Ena Shibahara | Anna Kalinska Viktória Kužmová | 6:3, 6:4 |